# Damiano und Fabio D’Innocenzo

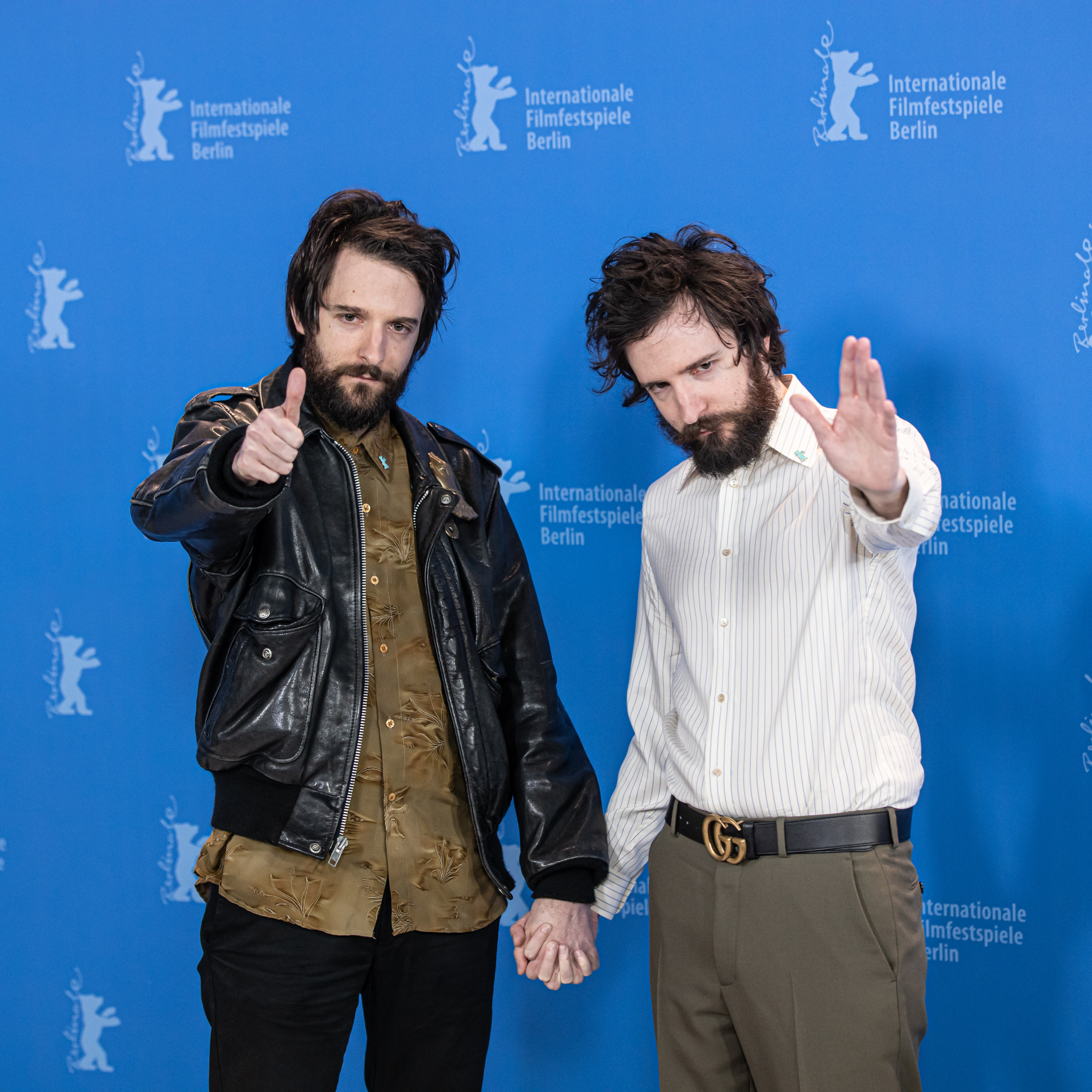
Damiano (li.) und Fabio D’Innocenzo bei der Vorstellung ihres Films Favolacce auf der Berlinale 2020

Damiano D’Innocenzo und Fabio D’Innocenzo (* 14. Juli 1988 in Rom) sind italienische Filmregisseure und Autoren. In ihrer Heimat sind die Zwillingsbrüder auch als Fratelli D’Innocenzo (dt.: „Brüder D’Innocenzo“) bekannt.

## Leben

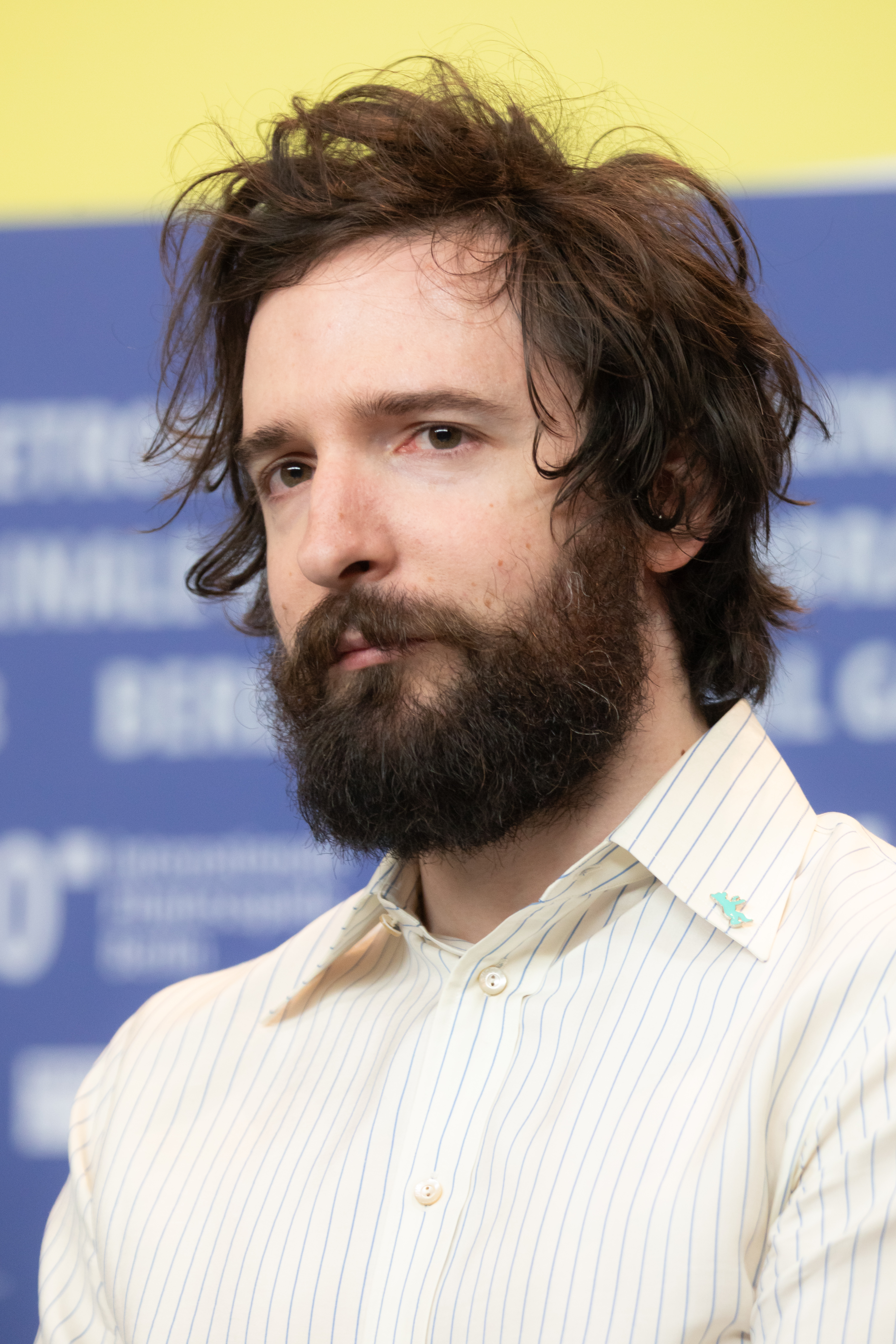
Fabio D’Innocenzo, 2020

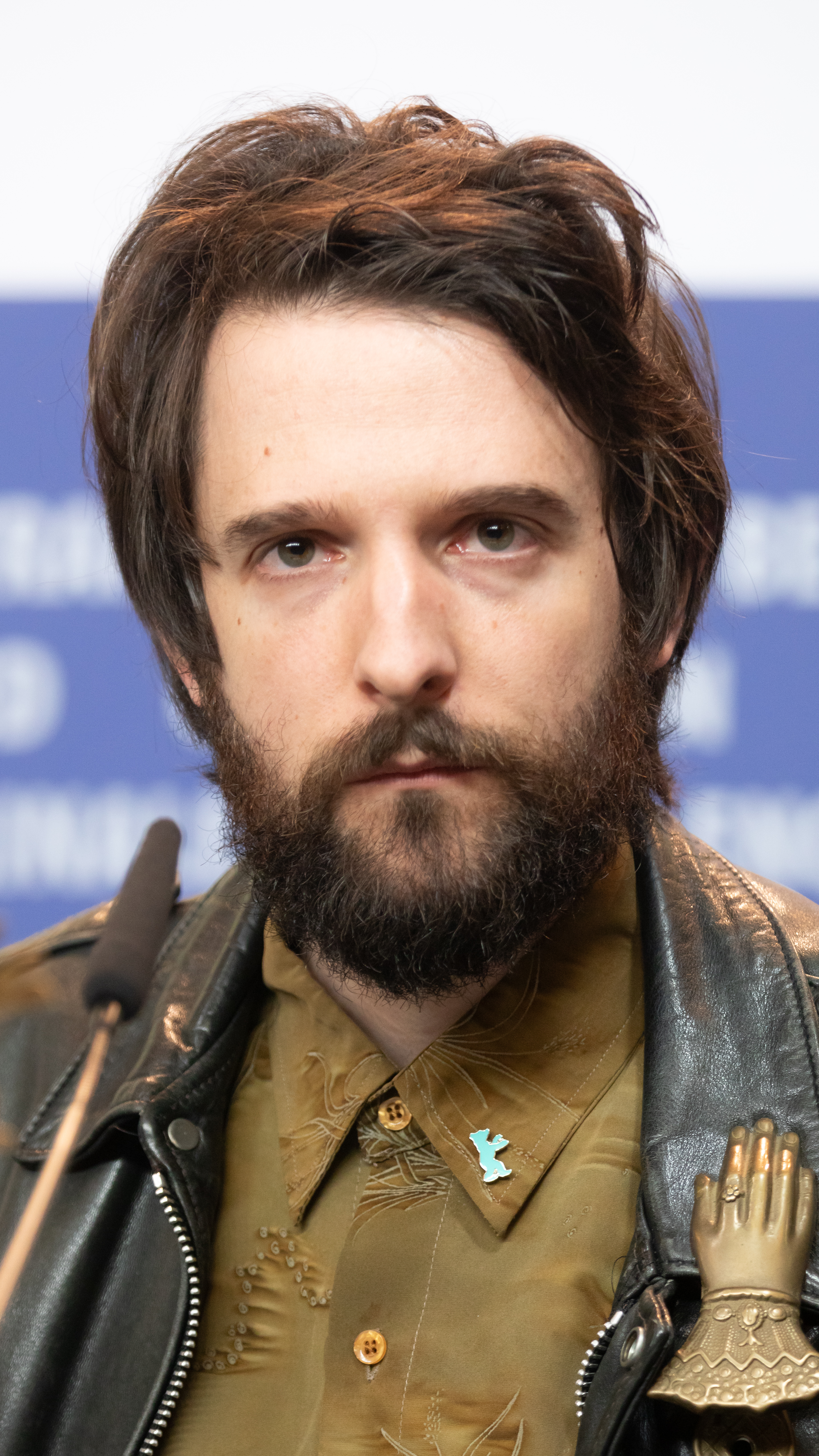
Damiano D’Innocenzo, 2020

Die eineiigen Zwillingsbrüder wurden in der Ortschaft Tor Bella Monaca geboren und wuchsen mit ihrem Vater in einem Vorort von Rom, zwischen Lavinio, Neptune und Anzio auf. Bereits in ihrer Kindheit befassten sich beide mit Fotografieren, Gedichteschreiben und Malerei. Ohne eine formelle Ausbildung produzierten Damiano und Fabiano D’Innocenzo Videoclips, Fernseh- und Kinofilme sowie ein Theaterstück.
Nach gemeinsamen Arbeiten als Drehbuchautoren an Kurz- und Langfilmen, darunter Matteo Garrones vielfach preisgekrönter Film Dogman (2018), stellten sie 2018 mit La terra dell’abbastanza ihren ersten eigenen Spielfilm vor. Die Geschichte um zwei befreundete Schüler aus einem Vorort Roms, die in den Bann der Mafia und in einen Sog aus Gewalt, Drogen und Prostitution geraten, wurde bei den 68. Internationalen Filmfestspielen Berlin in der Sektion Panorama uraufgeführt. In Italien wurde der Genrefilm in vier Kategorien für den Filmpreis David di Donatello nominiert und brachte den Brüdern den Nastro d’Argento als beste Nachwuchsregisseure ein. Der Erfolg ihres Regiedebüts führte zur Teilnahme an einem renommierten Workshop des Sundance Institute unter Regisseur Paul Thomas Anderson.
Im Jahr 2019 veröffentlichten die Brüder mit Mia madre è un’arma eine erste Gedichtsammlung. Ein Jahr später wurden Damiano und Fabio D’Innocenzo für ihren zweiten Spielfilm Bad Tales – Es war einmal ein Traum (Favolacce) in den Wettbewerb der Berlinale 2020 um den Goldenen Bären eingeladen, wo sie später den Drehbuchpreis gewannen. Im selben Jahr veröffentlichten sie den Fotoband Night Pharmacy.
Für ihren dritten Spielfilm America Latina erhielten sie 2021 ihre erste Einladung in dem Wettbewerb um den Goldenen Löwen der Filmfestspiele von Venedig. Erneut verpflichteten sie in dem Thriller Elio Germano für die Hauptrolle.
Mit Dostoevskij (2024) entwickelten sie erstmals eine Fernsehserie für Sky Italia. Diese wurde in das Programm der 74. Berlinale aufgenommen.
Gegenwärtig bereiten sie ihren vierten Spielfilm Travel Well, Kamikaze vor. Im Mittelpunkt soll ein junger Mann in seinen Zwanzigern stehen, der einen Terroranschlag auf die Stadt Los Angeles plant.

## Filmografie

### Regie
- 2018: La terra dell’abbastanza
- 2020: Bad Tales – Es war einmal ein Traum (Favolacce)
- 2021: America Latina
- 2024: Dostoevskij (Dostoevsky, Fernsehserie)

### Drehbuch
- 2012: Two Days
- 2016: Shine Bright (Kurzfilm)
- 2016: Sottoterra (Kurzfilm)
- 2017: The Way Home (Kurzfilm)
- 2018: La terra dell’abbastanza
- 2018: Dogman
- 2020: Bad Tales – Es war einmal ein Traum (Favolacce)
- 2021: America Latina
- 2024: Dostoevskij (Dostoevsky, Fernsehserie)

## Veröffentlichungen
- Mia madre è un’arma. La nave di Teseo, 2019,
- Night Pharmacy. Contrasto, 2020, ISBN 88-6965-813-9.

## Auszeichnungen
- 2018: Nastro d’Argento – Beste Nachwuchsregie (La terra dell’abbastanza)
- 2019: Festival del Cinema Europeo – Premio Mario Verdone (La terra dell’abbastanza)
- 2020: Silberner Bär der 70. Berlinale – Bestes Drehbuch (Favolacce)
- 2020: Nastro d’Argento – Bestes Drehbuch (Favolacce)